# Doce 22
Doce 22 (estilizado en mayúsculas) es el segundo álbum de estudio de la cantante brasileña Luísa Sonza, lanzado el 18 de julio de 2021 a través de Universal Music. El álbum cuenta con la participación de 6lack, Pabllo Vittar, Anitta, Ludmilla, Mariah Angeliq, Jão y Lulu Santos.
El álbum explora la dualidad personal de Luísa, dividiéndose en dos caras: A y B. Mientras que la primera cara se centra en un sonido más pop y funk,1 con influencias del trap, el R&B y cantantes como Britney Spears y Christina Aguilera, la B lado muestra letras más íntimas y vulnerables en un sonido más suave.

## Lanzamiento y promoción
Se esperaba que el álbum saliera a la venta a finales de junio de 2021, pero terminó postergándose debido a la eliminación de la artista de las redes sociales tras sufrir nuevos ataques por su vida personal. Sonza regresó a las redes sociales el 12 de julio de 2021, cuando anunció el lanzamiento de Doce 22. El lanzamiento del álbum estaba fijado para el 18 de julio de 2021, un domingo y su cumpleaños, ya que el título del álbum alude a la edad de la artista. durante la grabación del material y que esta sería la fecha límite para su lanzamiento, que finaliza a las 23:55. De las 14 pistas totales, tres no estuvieron disponibles de inmediato por razones estratégicas. Las pistas se filtraron al mes siguiente, el 13 de agosto.

### Canciones
"Modo Turbo", con Pabllo Vittar y Anitta, se estrenó el 21 de diciembre de 2020. La canción fue confirmada como el primer sencillo antes del lanzamiento del álbum. Posteriormente, Sonza confirmó que los temas "VIP *-*" (con el rapero estadounidense 6lack) y "Melhor Sozinha :-)-:" se lanzarían como sencillos junto con el lanzamiento del álbum, el 18 de julio de 2021, acompañado de presentación del programa Fantástico y sus respectivos videoclips. El tema "Também Não Sei de Nada :D", con Lulu Santos, fue lanzado como sencillo en la misma ocasión.
Las tres canciones que estaban encerradas en el lanzamiento del álbum se lanzaron a medida que se trabajaban como sencillos promocionales oficiales. "Fugitivos :)", con Jão, fue lanzado como tercer sencillo el 2 de noviembre de 2021. El video musical fue lanzado el mismo día, a las 9 p. m.. "Anaconda" fue lanzado como el cuarto sencillo de Doce 22 el 9 de diciembre de 2021 y presenta a la cantante estadounidense Mariah Angeliq. El mismo día se realizó una presentación en el Prêmio Multishow 2021, mientras que el video se lanzó al día siguiente. Para promocionar la canción antes de su lanzamiento, personas vestidas de negro colocaron varios carteles con estampado de serpientes en la Avenida Paulista.

## Lista de canciones
| Doce 22 |                                                | |                                  |          |  |
| N.º     | Título                                         | Escritor(es)                                                                                       | Productor(es)                    | Duración |  |
| 1.      | «Interesseira»                                 | L. Sonza, A. Marques, D. Timbó, D. Moda, L. Carlos, R. RSQ, Tin                                    | We4 Music, RSQ, Tin              | 2:10     |  |
| 2.      | «VIP» (con 6lack)                              | Sonza, R. Valentine, Marques, Carol Biazin, DJ Thai, J. Mosello, King                              | DJ Thai, Marques                 | 2:56     |  |
| 3.      | «Modo Turbo» (con Pabllo Vittar, part. Anitta) | Marques, Timbó, Sonza, RSQ                                                                         | RSQ, Rennan da Penha             | 2:30     |  |
| 4.      | «Café da Manhã»                                | Sonza, C. Paiva, Moda, Hodari, Carlos, L. Oliveira, V. Ferreira                                    | Moda, We4 Music, Paiva Produções | 3:02     |  |
| 5.      | «2000»                                         | Biazin, Day, Timbó, Sonza, Nave                                                                    | We4 Music                        | 2:39     |  |
| 6.      | «Anaconda» (con Mariah Angeliq)                | Sonza, Aisha, Biazin, Day, Mosello, King, L. Vaz, M. Angeliq, Play-N-Skillz, R. Autentico, R. Frei | Vaz                              | 3:03     |  |
| 7.      | «Mulher do Ano»                                | Sonza, Moda, Hodari, Carlos, Ferreira                                                              | We4 Music                        | 2:35     |  |
| 8.      | «Interlude»                                    | Sonza, Moda, I. Freitas                                                                            | We4 Music                        | 1:10     |  |
| 9.      | «Melhor Sozinha»                               | Sonza, Biazin, Moda, Nave, Ferreira                                                                | We4 Music                        | 3:46     |  |
| 10.     | «Fugitivos» (con Jão)                          | Sonza, A. Jordão, Moda, Jão                                                                        | We4 Music                        | 3:26     |  |
| 11.     | «Penhasco»                                     | Jordão, Biazin, Day, Moda, Sonza                                                                   | We4 Music                        | 3:06     |  |
| 12.     | «Caos / Flor»                                  | Sonza, Day, Moda                                                                                   | We4 Music                        | 2:31     |  |
| 13.     | «O Conto dos Dois Mundos (Hipocrisia)»         | Sonza                                                                                              | We4 Music                        | 3:04     |  |
| 14.     | «Também Não Sei de Nada» (con Lulu Santos)     | Sonza, Nave, Ferreira                                                                              | We4 Music                        | 2:50     |  |
| 38:54   |                                                | |                                  |          |  |

## Certificaciones
| País   | Organismo certificador | Certificación | Ventas certificadas | Ref.   |
| ------ | ---------------------- | ------------- | ------------------- | ------ |
| Brasil | Pro-Música Brasil      | Diamante      | 300 000             | [ 21 ] |